# Serhij Andrjejev
Serhij Vasyl'ovyč Andrjejev (in ucraino Сергій Васильович Андрєєв?, in russo Сергей Васильевич Андреев?, Sergej Vasil'evič Andreev; Luhans'k, 16 maggio 1956) è un ex calciatore e allenatore di calcio sovietico, dal 1991 ucraino, di ruolo attaccante.

## Carriera

### Nazionale
Con la nazionale sovietica ha preso parte ai Mondiali 1982.

## Palmarès

### Giocatore

#### Club
- Kubok SSSR: 1

SKA Rostov: 1981

#### Nazionale
- Bronzo olimpico: 1

Mosca 1980

#### Individuale
- Capocannoniere dei Giochi olimpici: 1

Mosca 1980 (5 gol)
- Capocannoniere della Vysšaja Liga: 2

1980 (20 gol), 1984 (20 gol)